# Thomas Owen
Pour les articles homonymes, voir Owen.
Œuvres principales
- La Cave aux crapauds (1945)
- Pitié pour les ombres (1961)
- Cérémonial nocturne (1966)

Thomas Owen, de son vrai nom Gérald Bertot, né le 22 juillet 1910 à Louvain et mort le 1er mars 2002 à Etterbeek (Bruxelles), est un écrivain belge francophone contemporain.

## Biographie
Gérald François Fernand Bertot est né à Louvain le 22 juillet 1910. Son père, Arthur Bertot, d'une famille originaire de l'Ardenne, était avocat et sa mère, Elisabeth Schueremans, d'origine louvaniste, était femme au foyer. Ceux-ci s'étaient mariés à Louvain le 11 août 1908. 
Il passait ses vacances à Lacuisine, chez sa grand-mère et ce rude environnement ardennais influencera son œuvre.  
Il ira d'abord effectuer ses études primaires chez les Frères des écoles chrétiennes, à la rue Rue Royale Sainte-Marie à Schaerbeek, puis ses humanités gréco-latines au Collège Saint-Michel à Etterbeek. Il se destine d'abord au droit et il effectue ses candidatures en droit aux Facultés Saint-Louis, puis son doctorat en droit à l’Université catholique de Louvain. 
En 1932, il effectue son service militaire aux 1ers Guides à cheval à Bourg-Léopold. Il sera sous-lieutenant. 
En novembre 1933, il épouse Juliette Ardies. Ils auront deux enfants, Colette née en 1936 et Jean-Gérald, né en 1939, qui résidera à Maffe .
Ses études de droit terminées, et après quelques mois de barreau, il entre en 1933, à la demande de son grand-oncle et parrain Fernand Charlier, comme juriste dans une meunerie dont celui-ci est le directeur, le Moulin des Trois Fontaines, à Vilvorde, une meunerie dont il sera lui-même ensuite le directeur pendant quarante-trois ans. Il sera également président général des Meuneries belges, puis du Groupement des Associations meunières de la CEE.
Attiré par le surréalisme, il devient critique d'art pour La Libre Belgique et L'Écho sous le  pseudonyme de Stéphane Rey.
Mobilisé en 1939, il échappe en mai 1940 à la captivité qui suit la capitulation de l'armée belge.
Sa rencontre avec Stanislas-André Steeman sert de déclencheur à sa carrière d'écrivain. Ce dernier l'encourage à écrire des romans policiers, genre peu disponible à l'époque. Il publie de 1941 à 1943 plusieurs nouvelles et romans policiers, caractérisés par « un humour assez féroce », qui attirèrent sur lui l'attention de la critique.
Il participe également, après la seconde guerre mondiale, au film de Gaston Schoukens, Les Invités de huit heures, dont il a écrit le scénario. 
Il se tourne ensuite vers la littérature fantastique, en faisant paraître les Chemins étranges. C'est de ce genre particulier, contes et récits d'épouvante, que lui viendra la reconnaissance du grand public. Ses nouvelles fantastiques nous plongent dans un univers en perpétuelle collision avec l'horreur et l'irrationnel.
Ami de Jean Ray, qu'il met en scène avec lui dans une de ses nouvelles (Au cimetière de Bernkastel), il écrira plusieurs articles sur lui, notamment dans la revue Bizarre (octobre 1955).
Il est élu à l’Académie royale de langue et de littérature françaises de Belgique en 1976.

## Point de vue
« Thomas Owen, en ses récits, procure cette sensation montante d'angoisse, de mystère insoutenable pour souvent dans les dernières lignes produire une chute à vous couper le souffle. Mêlant adroitement les figures de mort aux figures de sensualité, ses histoires se savourent comme autant de plaisirs sans cesse renouvelés. Ne délaissant pas une certaine pointe d'humour (Le petit fantôme, in Cérémonial Nocturne), il nous invite surtout à entrer dans un monde d'effroi au décor horriblement réel. Ses contes commencent toujours ou presque par une mise en situation troublante de réalité, des récits en "je" qui renforce ce sentiment de lecture d'histoire véridique et une description minutieuse du cadre. La situation posée, la rencontre avec vampires, ombres, revenants se glisse imperceptiblement et nous entraîne vers des conclusions généralement incomplètes, laissant au lecteur la suite de l'intrigue ou le devenir des personnages. »

— Christophe Van De Ponseele

## Œuvre

### Sous le pseudonyme de Stéphane Rey
- 1941 : Gordon Oliver mène l'enquête (Les Heures bleues N°13)
- 1941 : Ce soir, 8 heures (A. Beirnaerdt - Le Jury N°16)

### Sous le pseudonyme de Thomas Owen
- 1942 : Destination Inconnue (A. Beirnaerdt - Le Jury N°28)
- 1942 : Un crime "swing (A. Beirnaerdt - Le Jury N°36)
- 1942 : Le Nez de Cléopâtre (A. Beirnaerdt - Le Jury N°42)
- 1942 : Duplicité, avec Elie Lanotte (Le Sphinx)
- 1942 : L'Initiation à la peur (Les Auteurs Associés)
- 1943 : Les Espalard (De Kogge)
- 1943 : Les Chemins étranges (De Kogge) - (NéO, 1985) - (Lefrancq, 1996)
- 1943 : Hötel meublé (Les Auteurs Associés) - (Walter Beckers, 1973)
- 1944 : Le Livre Interdit (De Kogge) - (Le Cri Vander, 1982)
- 1945 : Les Invités de 8 heures (Meddens & Co)
- 1945 : La Cave aux crapauds (La Boétie) - (Marabout, 1963 et 1974) - (NéO, 1986) - (Lefrancq, 1997) - (La Renaissance du Livre, 2000)
- 1948 : Portrait d'une dame de qualité (Les Argonautes)
- 1950 : Le Jeu secret (La Renaissance du Livre) - (La Renaissance du Livre, 2000) - (Luc Pire/Espace Nord, 2008)
- 1958 : Le Coffret (L'Atelier du Livre)
- 1961 : Pitié pour les ombres (La Renaissance du livre) - (Marabout, 1973) - (Lefrancq, 1996)
- 1966 : Cérémonial nocturne (Marabout) - (NéO, 1986) - (Lefrancq, 1996)
- 1970 : La Truie (Marabout) - (Labor, 1987)
- 1975 : Le Rat Kavar (Marabout, 1975)
- 1976 : Bogaert et les Maisons suspectes[note 8] (Éditions Jacques Antoine) - (Marabout, 1978)
- 1978 : Les maisons suspectes et autres contes fantastiques (Bibliothèque Marabout no 618)
- 1980 : Le Livre noir des merveilles  (Casterman)
- 1982 : Les Grandes personnes  (La Rose de Chêne) - (La Renaissance du Livre, 2000)
- 1983 : Les Chambres secrètes (Éditions Delta)
- 1984 : Les Fruits de l'orage (Éditions Lorelei)
- 1984 : Les Sept péchés capitaux (Éditions Jacques Antoine)
- 1990 : Carla hurla (La Rose de Chêne)
- 1990 : Le Tétrastome (Lefebvre & Gillet, 1988) - (Bernard Gilson/Pré aux sources, 1990) - (La Renaissance du Livre, 2000)
- 1994 : La Ténèbre (Lefrancq)
- 1998 : Contes à l'encre de la nuit (Labor)
- 2011 : La Porte oblique et autres secrets (Murmure des soirs)

## Préfaces
- Jean-Louis Monod, L'Appel, Yverdon-les-Bains, éd. des Egraz, 1973.
- Mariette Salbeth, Tarot images, Bruxelles, éd. La Cagouille, 1987.

## Adaptations de ses œuvres
- Les Invités de huit heures (1946) de Gaston Schoukens, 88 minutes
- La Présence désolée (1965) d'André Cavens, 15 minutes, tourné au Grand-Hornu.
- Pitié pour une ombre (1967) de Lucien Deroisy, 28 minutes, avec une apparition de Jacques Brel. Tourné au château de Seneffe.
- La Princesse vous demande (1967) de Jean Delire, 27 minutes, avec Philippe de Chérisey et une apparition de Maurice Béjart. Tourné au château de Rixensart.
- Les Symptômes (1974) de José Ramón Larraz, 91 minutes
- Vampyres (1974) de José Ramón Larraz, 81 minutes
- Meurtres à domicile (1982) de Marc Lobet, 90 minutes, d'après Hôtel meublé
- Hostel Party (1990) de Roland Lethem, 11 minutes, avec Olivier Gourmet